# Night Glider mode
Night Glider Mode bzw. XVV Night Glider mode (engl.: für Nachtgleitmodus) ist ein optimierendes Verfahren zur Ausrichtung der Solarzellen der Internationalen Raumstation. Diese Optimierung dient der Verringerung des durch die Solarpaneele verursachten Reibungswiderstands.

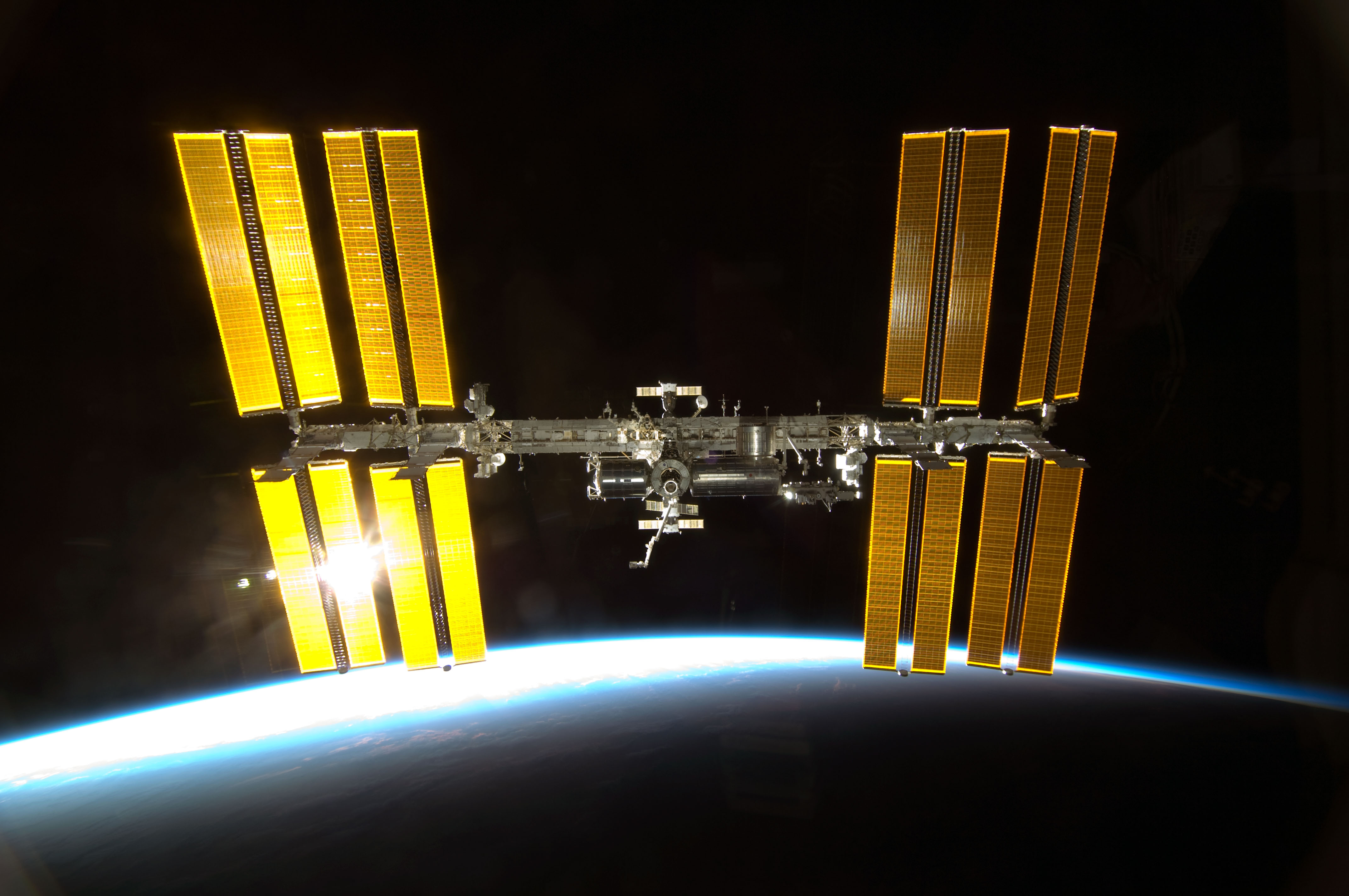
ISS im Februar 2010 mit Solarpaneelen

Normalerweise folgen die Solarzellenflächen der Sonne. Jedoch ist einer der Hauptgründe für den Höhenverlust der Station der Winddruck („Luftwiderstand“) der Flächen in der zwar sehr dünnen, aber doch vorhandenen Hochatmosphäre. Dies kann im Normalbetrieb durch den sogenannten Sun Slicer mode reduziert werden, bei dem die Flächen mit der Kante in Orbitalrichtung anstatt zur Sonne ausgerichtet werden. Dadurch verringert sich allerdings die Ausbeute der Solarzellen. Der Night-Glider-Modus ist eine gemischte Betriebsweise – während des Tagteils des Umlaufs um die Erde werden die Flächen nach der Sonne ausgerichtet, wenn die ISS im Erdschatten ist, werden sie mit der Kante zur Umlaufbahn gestellt. Das reduziert den mittleren Widerstand der Solarflächen um 30 Prozent ohne Einbußen bei der Energieversorgung in Kauf nehmen zu müssen.
Dieser Modus wurde bereits während der frühen Entwicklung der ISS vorgeschlagen, aber erst 2003 nach dem Columbia-Unglück verwirklicht, da die Space-Shuttle-Flotte nicht mehr zur Versorgung zur Verfügung stand. Die Einsparung an Treibstoff zur Kursregulierung beträgt circa 1000 kg pro Jahr.